# 石橋五郎
石橋 五郎（いしばし ごろう、1876年1月5日 - 1946年4月19日）は、日本の地理学者。京都帝国大学名誉教授。

## 来歴
千葉県出身。千葉県立尋常中学校、第一高等学校卒、1901年東京帝国大学文科大学史学科卒、大学院を経て、1904年神戸高等商業学校教授、1907年京都帝国大学文学部史学地理学助教授兼任、1910－12年英国、ドイツに学ぶ。1919年京大教授。1927年から『日本地理風俗大系』などを編纂。1938年退官。
小川琢治らと京都地理学派の基礎を築いた。門下に小牧実繁などがいる。石橋雅義の岳父。

## 著書
- 『日本経済地理』冨山房 1917
- 『綜合世界経済地理』冨山房 1924
- 『実業教科地理教科書』冨山房 1924
- 『現勢地理通論』冨山房 1941
- 『現代世界解説地図』朝日新聞社 1943

共著
- 『現代教育学大系 各科篇 第13巻 地理教育論』別技篤彦共著 成美堂書店 1937